# Dreieck Hamburg-Südost
Dreieck Hamburg-Südost is een knooppunt in de Duitse deelstaat Hamburg
Op dit trompetknooppunt, in het zuidoosten van de stad Hamburg sluit de A25 (Marschenautobahn) vanuit Geesthacht aan op de A1 Heiligenhafen/Saarbrücken.

## Geografie
Het knooppunt ligt in de stad Hamburg in de wijk Moorfleet (Bezirk Bergedorf).
Nabijgelegen stadsdelen zijn Allermöhe, Billbrook, Billwerder, Tatenberg en Veddel.
Het knooppunt ligt ongeveer 7 km ten zuidoosten van het centrum van Hamburg, ongeveer 45 km ten noordwesten van Geesthacht en ongeveer 35 km ten noorden van Lüneburg.

## Configuratie
Rijstrook
Nabij het knooppunt heeft de A25 2x2 rijstroken en de A1 heeft hier 2x3 rijstroken.
De verbindingswegen van de A25 richting het westen hebben twee rijstroken, de verbindingswegen van de A25 richting het oosten hebben één rijstrook.
Knooppunt
Het knooppunt is een trompetknooppunt.

## Bijzonderheid
Op de A1 is de afrit Hamburg-Moorfleet geïntegreerd in het knooppunt.

## Verkeersintensiteiten
Dagelijks passeren ongeveer 120.000 voertuigen het knooppunt.
| Von                        | Nach                 | Gemiddeld aantal voertuigen per dag | Percentage<be/ >vrachtvverkeer |
| -------------------------- | -------------------- | ----------------------------------- | ------------------------------ |
| AS Hamburg-Moorfleet (A 1) | AD Hamburg-Südost    | 096.100                             | 17,7 %                         |
| AD Hamburg-Südost          | AK Hamburg-Süd (A 1) | 106.300                             | 13,5 %                         |
| AD Hamburg-Südost (A 25)   | AS Hamburg-Allermöhe | 037.600                             | 08,6 %                         |

## Richtingen knooppunt
| Aansluitende wegen                                             | Aansluitende wegen                          | Aansluitende wegen | Aansluitende wegen | Aansluitende wegen                                 |
| -------------------------------------------------------------- | ------------------------------------------- | ------------------ | ------------------ | -------------------------------------------------- |
|                                                                |                                             |                    |                    |                                                    |
|                                                                |                                             |                    |                    |                                                    |
| richting Kreuz Hamburg-Süd / Hamburg-Zentrum Hannover / Bremen | richting Hamburg-Moorfleet Lübeck / Berlijn |                    |                    |                                                    |
|                                                                |                                             |                    |                    |                                                    |
|                                                                |                                             |                    |                    | richting Hamburg-Allermöhe / -Bergedorf Geesthacht |